# Landkreis Kulmbach
Landkreis Kulmbach är en landkreis i Regierungsbezirk Oberfranken i det tyska förbundslandet Bayern. Befolkningen uppgick till 72 541 invånare 31 december 2014. Huvudort och största stad är Kulmbach.

## Städer och kommuner
| Städer (Städte) 1. Kulmbach, huvudort och Grosse Kreisstadt 2. Kupferberg 3. Stadtsteinach Köpingar (Marktgemeinden) 1. Grafengehaig 2. Kasendorf 3. Ludwigschorgast 4. Mainleus 5. Marktleugast 6. Marktschorgast 7. Presseck 8. Thurnau 9. Wirsberg 10. Wonsees Kommuner (Gemeinden) 1. Guttenberg 2. Harsdorf 3. Himmelkron 4. Ködnitz 5. Neudrossenfeld 6. Neuenmarkt 7. Rugendorf 8. Trebgast 9. Untersteinach | Kommunalförbund (Verwaltungsgemeinschaften) 1. Kasendorf (Kasendorf och Wonsees) 2. Marktleugast (Grafengehaig och Marktleugast) 3. Stadtsteinach (Stadtsteinach och Rugendorf) 4. Trebgast (Harsdorf, Ködnitz och Trebgast) 5. Untersteinach (Kupferberg, Ludwigschorgast, Guttenberg och Untersteinach) |